# Astyochia ithra
Astyochia ithra là một loài bướm đêm trong họ Geometridae.